# سطح ایمنی زیستی
سطح ایمنی زیستی یا سطح بیماری‌زا/محافظت (سطح پاتوژن/حفاظت)، مجموعه‌ای از احتیاط‌ها و مراقبت‌های لازم برای کنترل، مهار، ایزوله کردن و محصور نگه‌داشتن عوامل زیستی خطرناک (مانند جنگ‌افزار میکروبی و میکروب‌های بیماری‌زا) در محوطه و فضای بسته و محدودشدهٔ آزمایشگاه و جلوگیری از نشت و خروج آن‌ها از محیط کنترل‌شدهٔ آزمایشگاه است. سطح تمهیدات و تدابیر برای کنترل و مهار از پایین‌ترین سطح ایمنی زیستی که سطح ۱ ایمنی زیستی است تا بالاترین سطح از اقدامات لازم برای مهار و کنترل بالاترین حد خطر و آلودگی زیستی، سطح ایمنی زیستی ۴، متغیر است. در ایالات متحده آمریکا، مرکز کنترل و پیشگیری بیماری‌ها سطوح ایمنی زیستی را تعیین و تعریف کرده است. در کانادا، سطوح چهارگانهٔ ایمنی زیستی با نام سطح‌های مهار (Containment Levels) شناخته می‌شوند. 
در پایین‌ترین سطح ایمنی زیستی، اقدامات احتیاطی و مراقبتی ممکن است از شستشوی منظم دست‌ها و استفاده از تجهیزات حفاظتی حداقلی تشکیل شوند. در سطوح بالاتر، احتیاط‌ها و مراقبت‌ها ممکن است شامل سامانه‌های تهویه و جریان هوا، اتاق‌های متعدد کنترل، مخزن‌ها  و ظروف کنترل مهروموم‌شده، لباس‌های حفاظتی خاص (لباس کار ویژه با فشار مثبت یا بالاتر از محیط پیرامونی و تجهیزات حفاظتی شخصی پیشرفته)، استفاده از محفظه‌های ایمنی ویژهٔ کار با میکروارگانیسم‌های بیماری‌زا و مواد سمی و سطح بالای اقدامات امنیتی برای کنترل دسترسی به آزمایشگاه باشند. دو هدف اصلی استانداردها، معیارها، دستورالعمل‌ها، رویه‌ها و راهنماهای سطح‌های چهارگانه ایمنی زیستی، پیشگیری از خروج و نشت میکروب‌ها و سموم و پیشگیری از آلودگی کارکنان و افراد در معرض این عوامل است. بر اساس گزارش وزارت بهداشت کانادا، تا سال ۱۹۹۹ میلادی، بیش از ۵۰۰۰ مورد ابتلای تصادفی به عفونت در آزمایشگاه و ۱۹۰ مورد مرگ بر اثر آلوده‌شدن با عوامل زیستی آزمایشگاهی در سراسر جهان ثبت شده است.
آزمایشگاه‌های معمولی دانشگاه‌ها و دبیرستان‌ها که از گونه‌های میکروبی بی‌خطر و غیربیماری‌زا در آن‌ها استفاده می‌شود؛ دارای پایین‌ترین سطح ایمنی زیستی، یعنی سطح ایمنی زیستی ۱ هستند.

## تصاویر

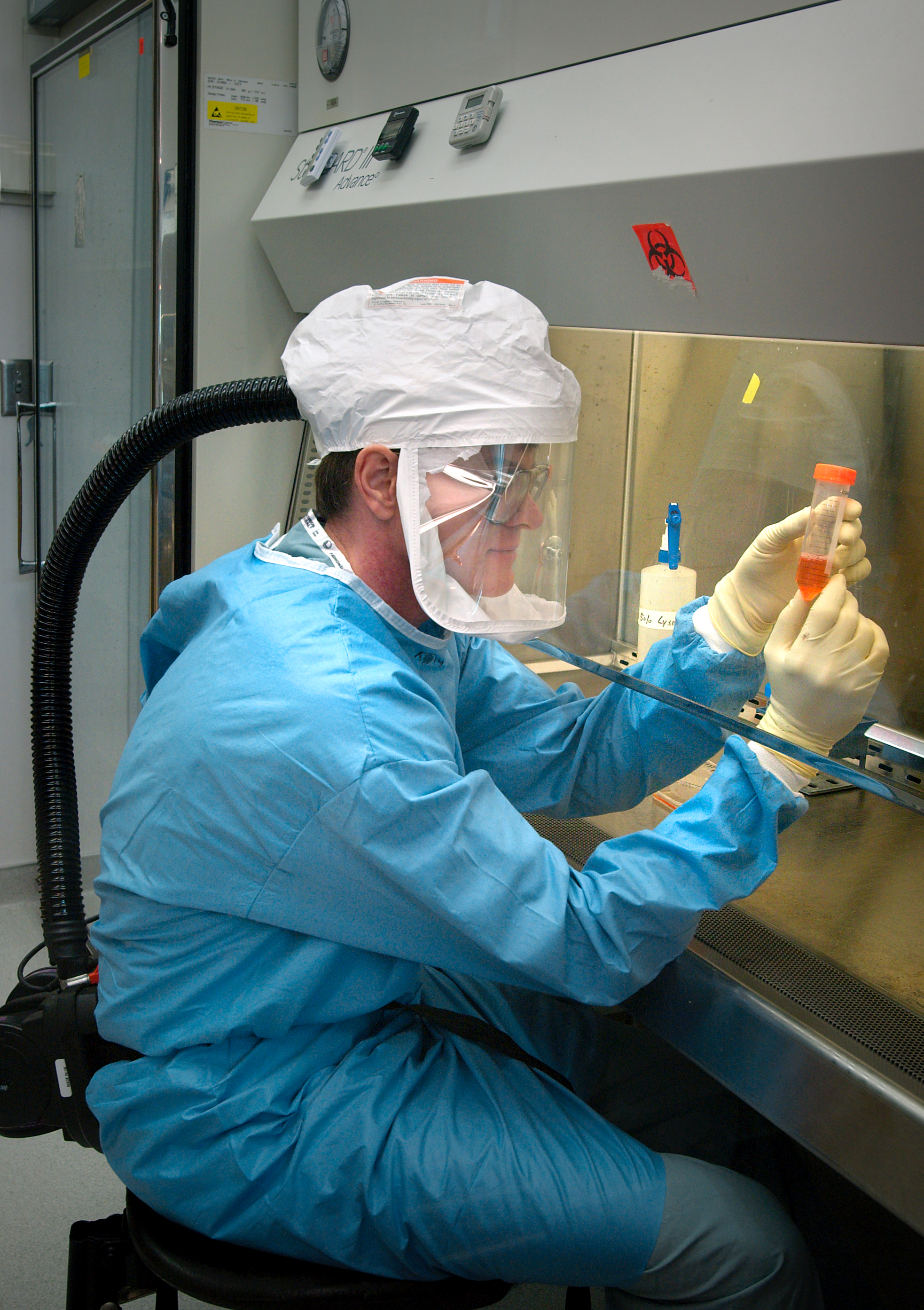
یک پژوهشگر در آزمایشگاه مرکز کنترل و پیشگیری بیماری‌ها در آتلانتا، جورجیا، در حال کار با ویروس آنفلوآنزا در شرایط سطح ایمنی ۳ با استفاده از ماسک تنفسی ویژه و محفظه ایمنی زیستی

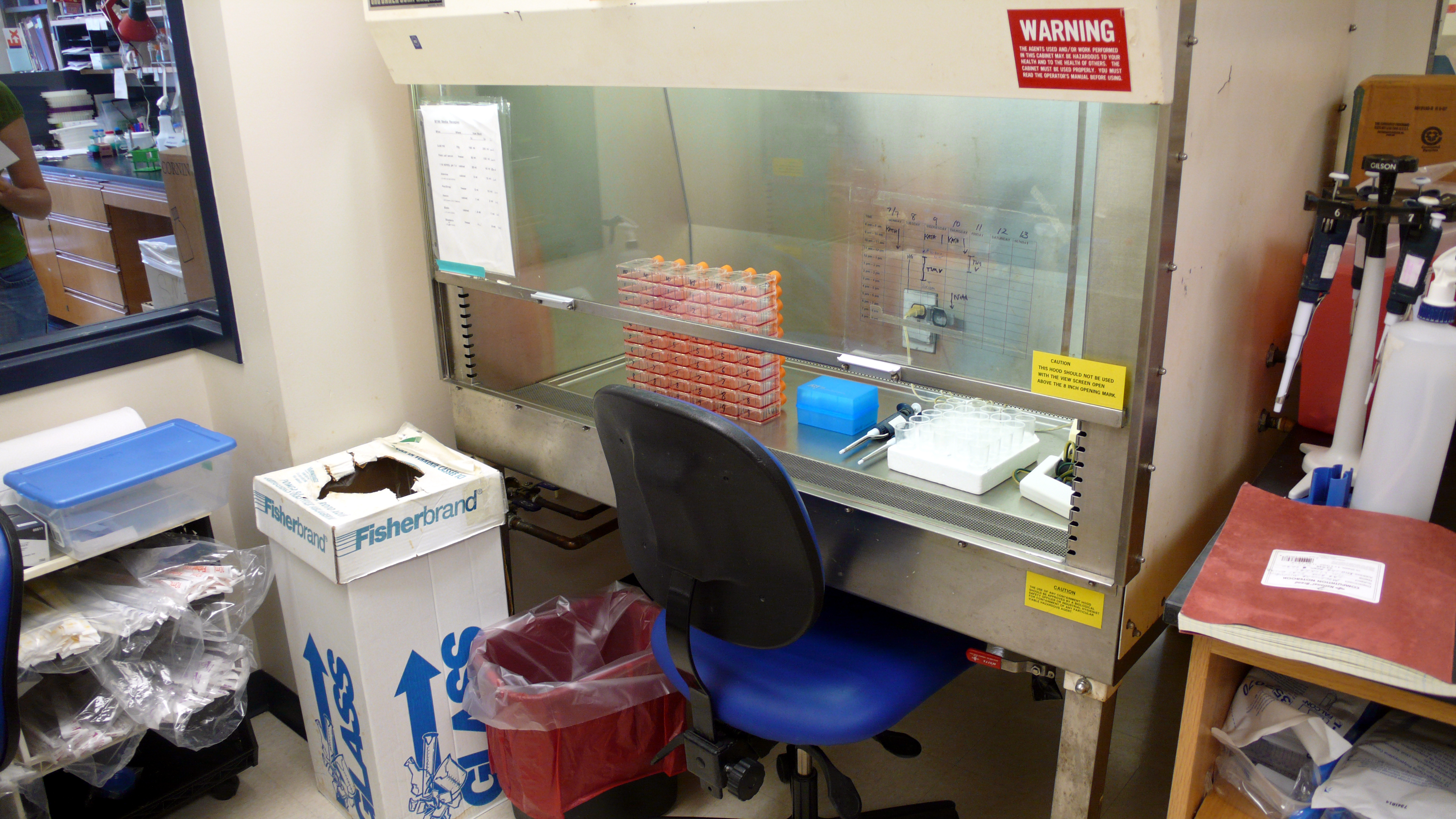
محفظه ایمنی زیستی کلاس ۲ مورد استفاده برای کنترل و جلوگیری از نشت لیشمانیا

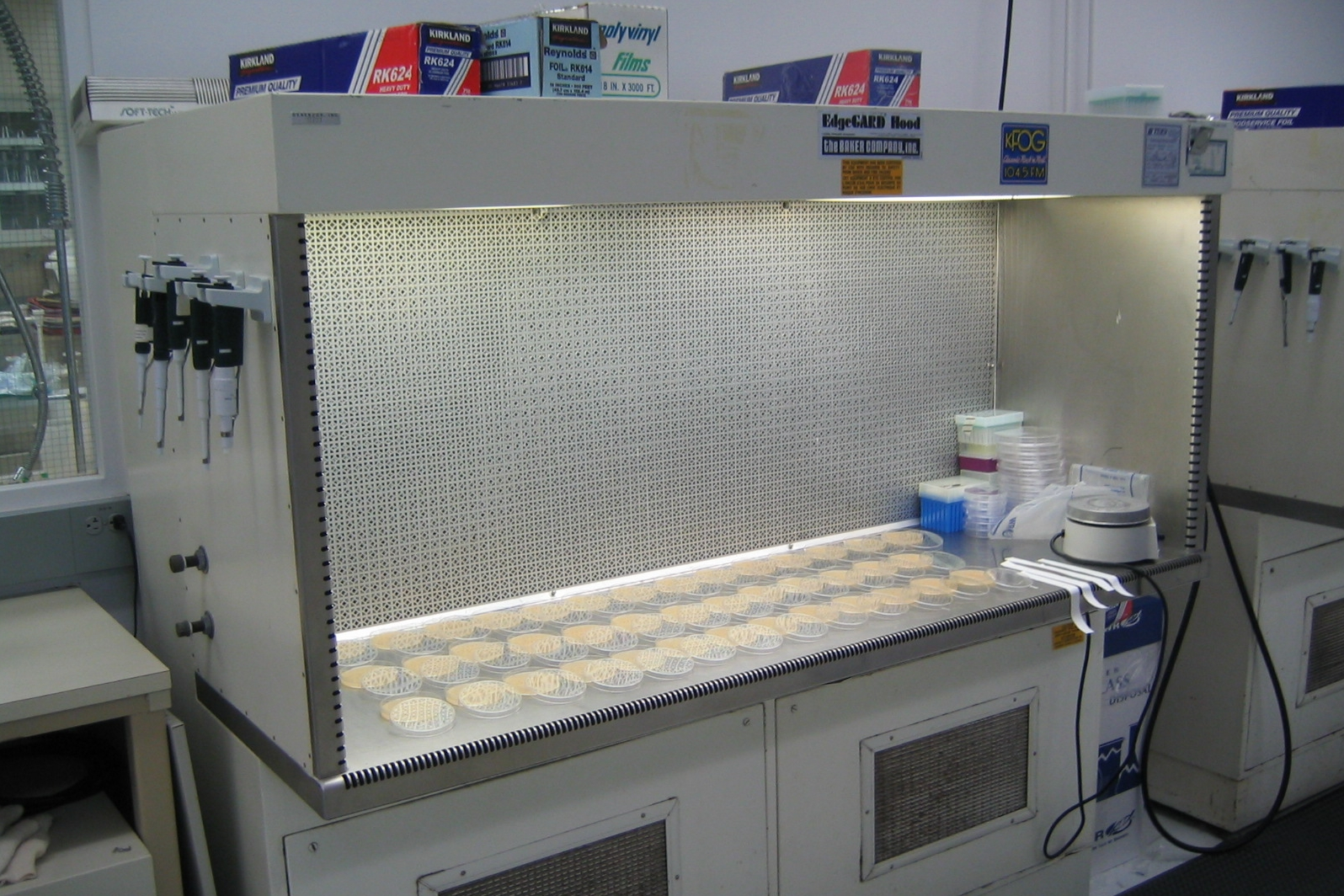

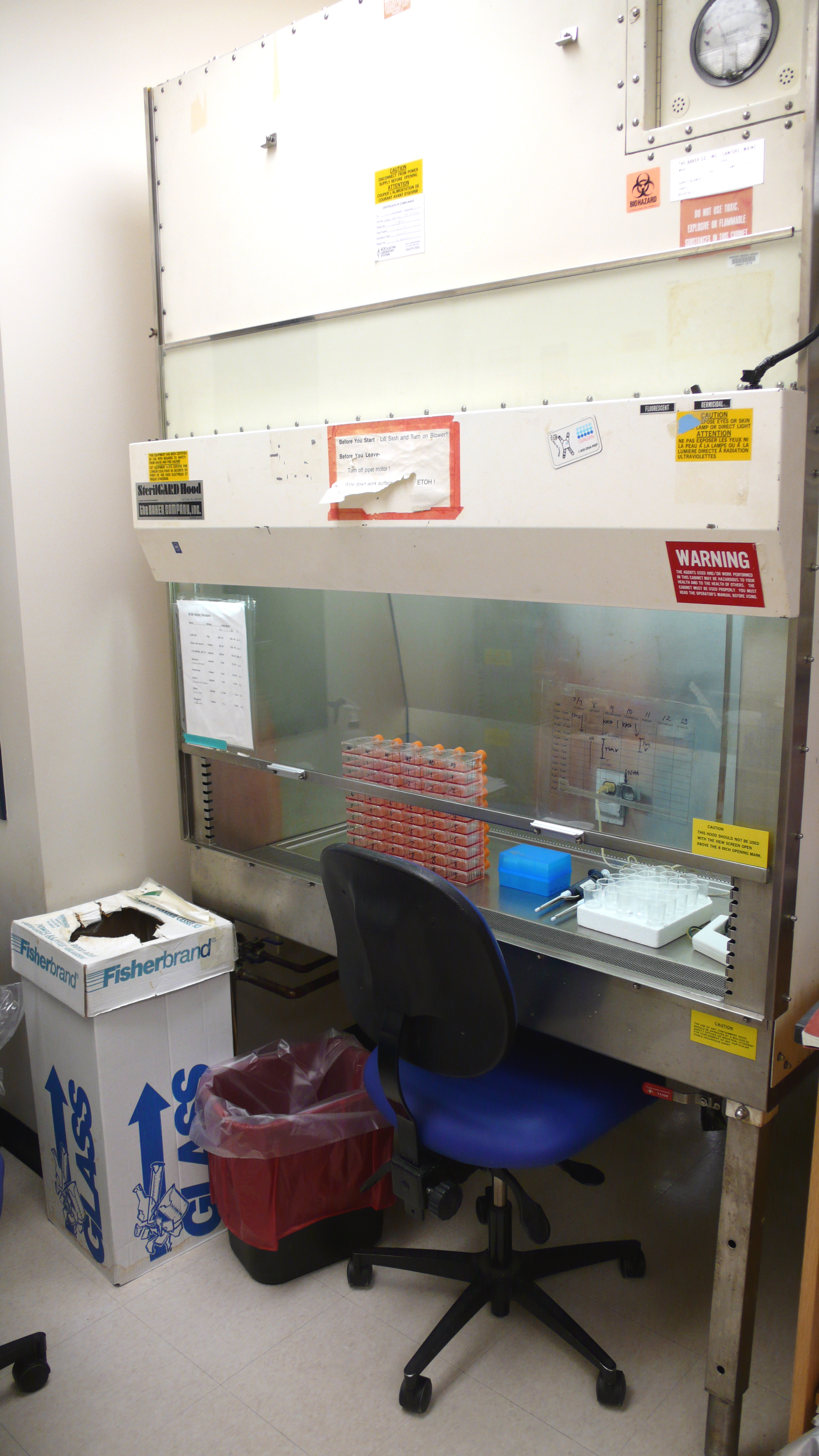

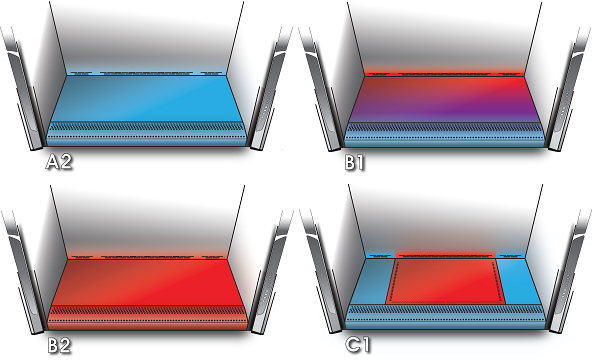
سطح داخلی محفظه ایمنی زیستی کلاس ۲. بخش نشان داده شده با رنگ قرمز، قسمتی است که کار با مواد شیمیایی خطرناک در آن مجاز و ایمن است.

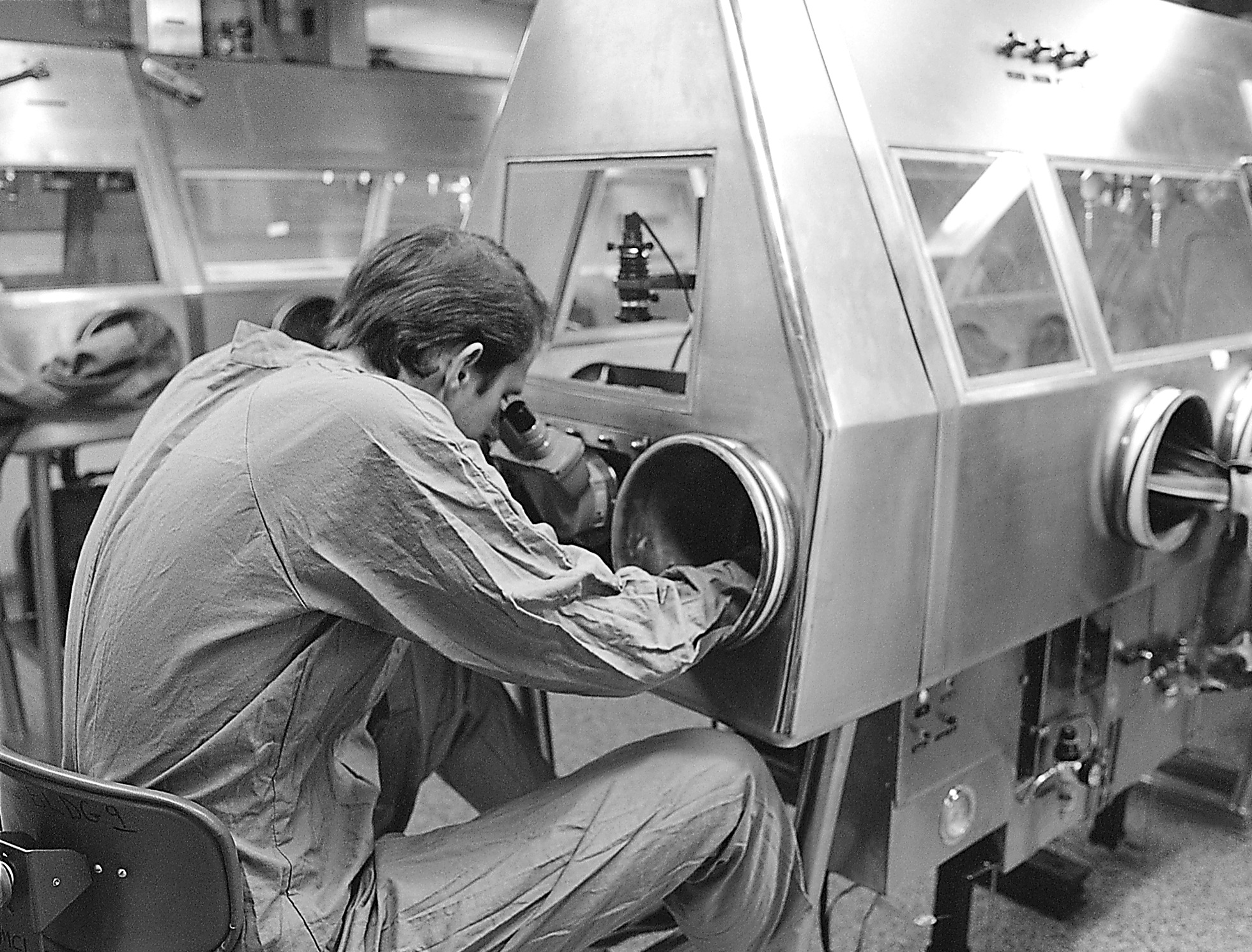
یک پژوهشگر در حال کار با محفظه ایمنی زیستی کلاس ۳ مجهز به میکروسکوپ

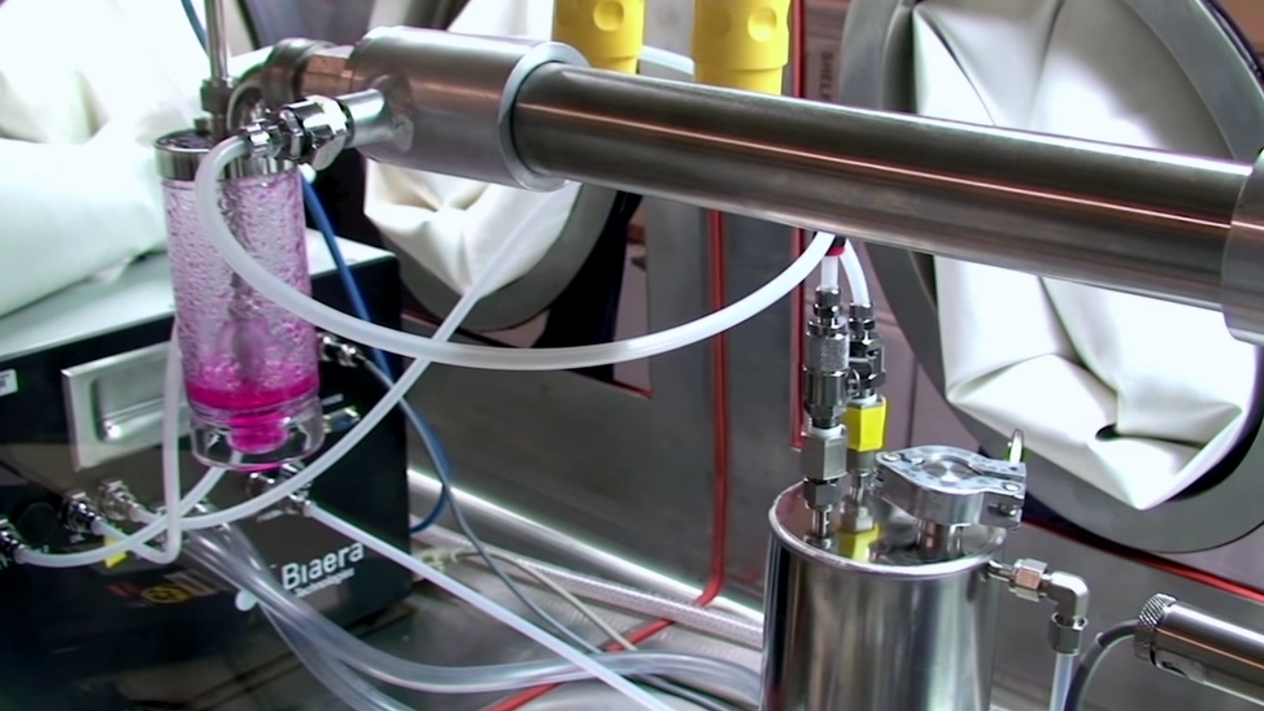
سامانه یا دستگاه کنترل ریزذرات (ریزقطرات) در یک محفظه ایمنی زیستی کلاس ۳ متعلق به مؤسسه ملی آلرژی و بیماری‌های عفونی

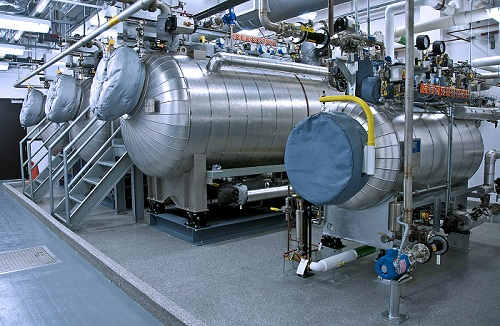
سامانه آلودگی‌زدایی پساب در آزمایشگاه مؤسسه ملی آلرژی و بیماری‌های عفونی

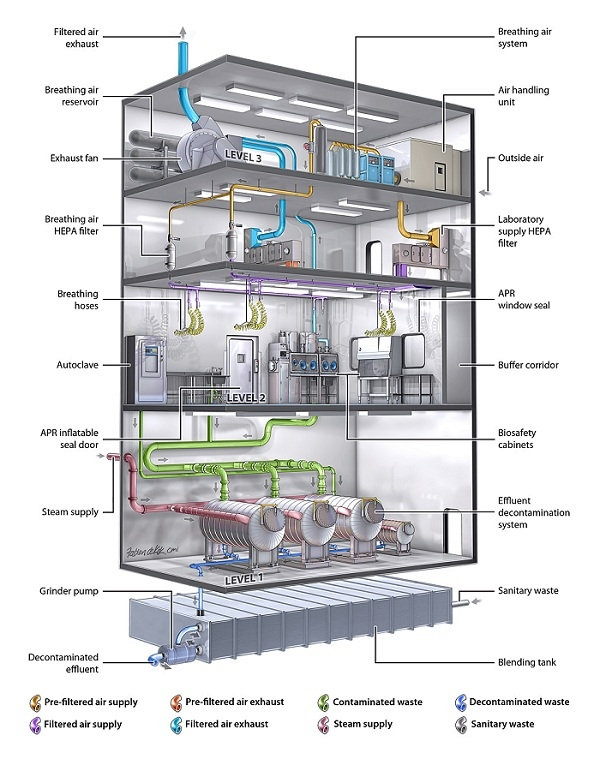
ساختار، امکانات و اجزای مربوط به ایمنی و کنترل آلودگی در یک آزمایشگاه با سطح ایمنی ۴

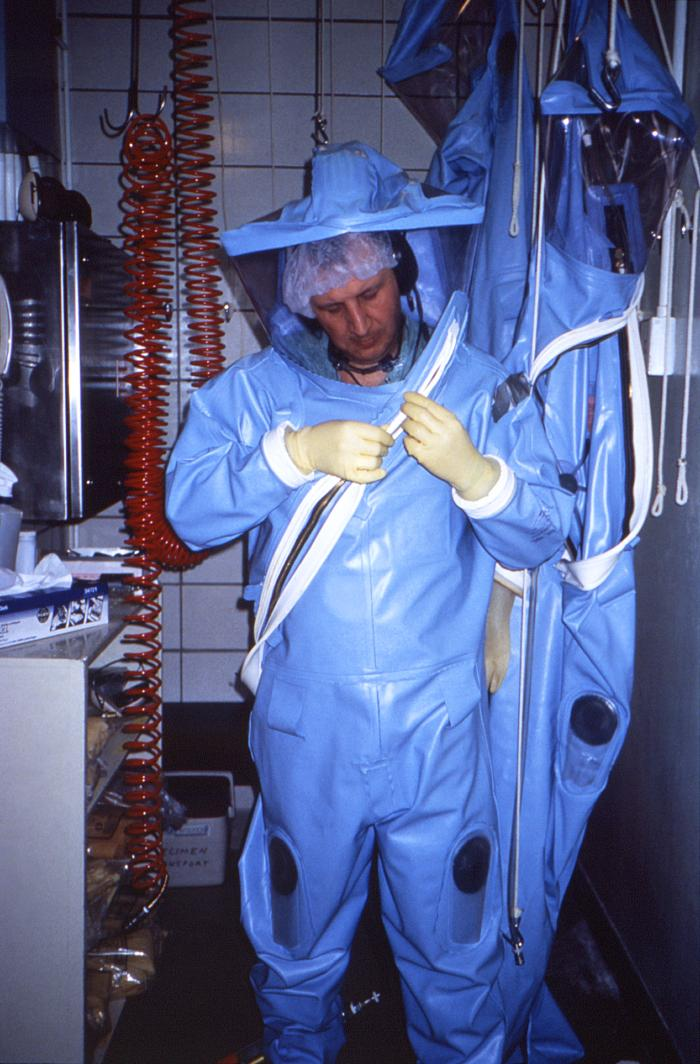
لباس ایمنی زیستی با فشار درونی مثبت. فشار داخلی لباس از فشار محیط پیرامونی بالاتر است و این اختلاف فشار مانع از وارد شدن عوامل خارجی به داخل لباس می‌شود.

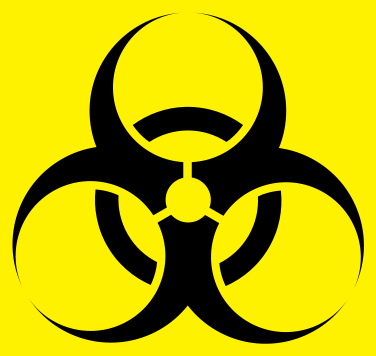
نشان هشدار خطر زیستی

## تاریخچه
نمونه اولیه یک محفظه ایمنی زیستی (از تجهیزات اصلی و اساسی در آزمایشگاه با سطح ایمنی زیستی ۲ و بالاتر) در سال ۱۹۴۳ در بخش سلامت صنعتی و ایمنی در آزمایشگاه‌های جنگ‌افزار زیستی ارتش ایالات متحده آمریکا طراحی شد. در ادامه فعالیت‌ها و تلاش‌ها در مراکز تحقیقات جنگ‌افزار زیستی ارتش آمریکا، گردهمایی‌های علمی و دیدارهایی بین نمایندگان مراکز مختلف آزمایشگاهی ارتش آمریکا و بعدها، تمامی سازمان‌های دولتی فدرال فعال در زمینه پژوهش‌های مرتبط با پاتوژن‌ها و عوامل بیماری‌زا انجام شد. انجمن ایمنی زیستی آمریکا رسماً در سال ۱۹۸۴ تأسیس شد.

## میکروارگانیسم‌ها و سطح‌های ایمنی زیستی
برخی از میکروارگانیسم‌های مشمول سطح‌های چهارگانهٔ ایمنی زیستی عبارتند از:
- سطح یک ایمنی زیستی (خطر نسبتاً اندک و کنترل آسان): سویه‌های بی‌خطر و غیربیماری‌زای اشریشیا کلی، استافیلوکوک، باسیلوس سوبتیلیس و ساکارومایسس سرویزیه
- سطح دو ایمنی زیستی (خطر نسبتاً زیاد و کنترل تا حدی دشوار): ویروس‌های هپاتیت آ، هپاتیت ب و هپاتیت سی، اچ‌آی‌وی، سویه‌های بیماری‌زا و خطرناک اشریشیا کلی و استافیلوکوک، سالمونلا، پلاسمودیوم فالسیپاروم و توکسوپلاسما گوندی
- سطح سه ایمنی زیستی (خطر زیاد و کنترل دشوار، نیازمند تمهیدات حفاظتی خاص): فرانسیسلا تولارنزیس (به انگلیسی: Francisella tularensis) (باکتری عامل تولارمی)، مایکوباکتریوم توبرکلوزیس، کلامیدیوفیلا پسی‌تاسی، ویروس ونزوئلایی انسفالیت اسب (Venezuelan equine encephalitis virus یا VEE)، توگاویروس عامل انسفالیت شرقی اسب، کروناویروس سندرم حاد تنفسی، کروناویروس مرس، کوکسیلا بورنتی، ویروس عامل تب دره ریفت، ریکتسیا ریکتسی یا ریکتسیا ریکتسئی (Rickettsia rickettsii)، برخی گونه‌های بروسلا، ویروس عامل چیکونگونیا، ویروس عامل بیماری تب زرد، ویروس نیل غربی، یرسینیا پستیس و کروناویروس سندرم حاد تنفسی ۲
- سطح چهار ایمنی زیستی (خطر بسیار زیاد و کنترل بسیار دشوار، نیازمند تمهیدات حفاظتی پیشرفته و ویژه): تعدادی از ویروس‌های عامل تب خون‌ریزی‌دهنده ویروسی مانند ویروس ماربورگ، ویروس ابولا، ویروس لاسا مامارنا (Lassa mammarenavirus) (عامل بیماری تب لاسا)، ویروس عامل بیماری تب خونریزی‌دهنده کریمه-کنگو، هِندرا ویروس (Hendra virus) و ویروس نیپا

سطوح چهارگانهٔ ایمنی زیستی و درجه‌بندی آزمایشگاه‌ها بر اساس هر یک، با حروف BSL (سرواژه یا کوته‌نوشت واژهٔ biosafety) و عدد مربوط به سطح ایمنی زیستی موردنظر نشان داده می‌شوند. سطح‌بندی و درجه‌بندی آزمایشگاه‌ها و مخاطرات زیستی آن‌ها عبارت است از BSL-3، BSL-2، BSL-1 و BSL-4.